# ييل بوس
ييل بوس (بالإنجليزية: Yale Boss)‏ هو ممثل أمريكي، ولد في 18 أكتوبر 1899 في أوتيكا في الولايات المتحدة، وتوفي في 16 نوفمبر 1977 في أوغستا في الولايات المتحدة.

## وصلات خارجية
- ييل بوس على موقع IMDb (الإنجليزية)
- ييل بوس على موقع قاعدة بيانات الفيلم (الإنجليزية)